# Golf Club Lugano
De Golf Club Lugano is een Zwitserse golfclub in Lugano in het kanton Ticino.
De golfclub van Lugano is in 1923 opgericht en ligt aan de zuidkant van de Alpen in Mogliaso, net buiten de stad Lugano. Er wordt Italiaans gesproken.
De baan is aangelegd door Donald Harradine. In 1992 is door Cabell B. Robinson veel aan de baan veranderd om aan de moderne eisen te voldoen. Er is veel water op de baan, onder andere komt de rivier de Magliasina achtmaal in spel. De fairways zijn smal.
De golfschool is in 2003 opgericht door Paolo Quirici.

## Toernooien
In 1990 werd het eerste PGA Kampioenschap van Zwitserland op Lugano gespeeld.
| Jaar | Winnaar          | Land        |
| ---- | ---------------- | ----------- |
| 1990 | Paolo Quirici    | Zwitserland |
| 1992 | Marco Scopetta   | Zwitserland |
| 1998 | Christophe Bovet | Zwitserland |